# Walter Strolz
Walter Strolz (* 17. November 1927 in Schoppernau (Vorarlberg); † 29. Oktober 2022 in Wien) war ein österreichischer Verlagslektor, Schriftsteller und Philosoph.

## Leben
1943 wurde Strolz zur Wehrmacht eingezogen. Durch einen Handdurchschuss wurde er schließlich von der Front entlassen. Nach dem Zweiten Weltkrieg war er bis 1948 an der Handelsakademie Mehrerau in Bregenz. Die Reifeprüfung legte er jedoch am Bundesgymnasium Bregenz ab. Anschließend begann er in Innsbruck Germanistik, Philosophie und Geschichte zu studieren. Seine Dissertation verfasste er 1954 über das Thema „Hölderlin und der Beruf des Dichters“.
Zwischen 1954 und 1958 war Strolz als Lektor beim Tyrolia Verlag in Innsbruck tätig. In diesen Zeitraum fallen auch die ersten Essays und Rezensionen aus seiner Feder zu philosophischen wie auch religiösen Fragen. Nachdem er das Manuskript seines ersten Buches „Der vergessene Ursprung“ im Jahre 1959 an den Verlag Herder in Freiburg im Breisgau gesandt hatte, bekam er neben einer Zusage, das Werk zu veröffentlichen, auch das Angebot, das Cheflektorat des Verlags zu übernehmen, welches er von 1959 bis 1964 ausübte. 1965 erschien schließlich sein zweites Buch „Menschsein als Gottesfrage“, worin er sich den Gottesbeweisen der neuzeitlichen Metaphysik widmete. Strolz‘ Überlegungen übten auf den Existenzphilosophen Martin Heidegger eine große Faszination aus, was auch der darauffolgende intensive Briefwechsel zwischen 1965 und 1974 bezeugt. In den Jahren 1965 bis 1970 war er wissenschaftlicher Leiter des Dialogunternehmens des Verlags Herder. Auf die ökumenische bzw. interkulturelle Philosophie legte er schlussendlich auch zeitlebens sein Hauptaugenmerk. Von 1970 bis 1992 war Walter Strolz bei der NZZ als ständiger Mitarbeiter beschäftigt, wobei er in erster Linie Essays und Rezensionen verfasste – u. a. über Dichtung, Johann Wolfgang von Goethe, Martin Heidegger und William Shakespeare. Des Weiteren wurden in der „Herder-Korrespondenz“, im „Rheinischen Merkur“, in „Die Welt“ und sonstigen Zeitschriften Essays von Strolz publiziert. Das autobiographische Werk Franz Michael Felders mit dem Titel „Aus meinem Leben“ veröffentlichte er 1974.
1988 schied er aus dem Verlag Herder aus, weshalb er mit seiner Frau nach Innsbruck zurückkehrte, wo er fortan als freier Schriftsteller arbeitete. Seinen Vorlass überließ er schließlich 2004 der Vorarlberger Landesbibliothek. Im Jahr 2008 zog Walter Strolz mit seiner Familie nach Wien.
Er ist ein Urenkel Franz Michael Felders sowie ein Neffe von Franz Michel Willam.

## Werke (Auswahl)
- Hölderlin und der Beruf des Dichters (1954)
- Der vergessene Ursprung (1959)
- Menschsein als Gottesfrage (1965)
- Goethes versteckte Sprachphilosophie (1981)
- Heilswege der Weltreligionen (3 Bände; 1984–1987)

Als Herausgeber
- Ernst Bloch. Wegzeichen der Hoffnung (1967)
- Franz Michael Felder: Sämtliche Werke, Bd. 4: Aus meinem Leben (1974)

## Ehrungen und Auszeichnungen
- Seit 1970 angeführt bei Kürschners Deutschem Gelehrten-Kalender
- Theodor-Körner-Preis (1972)
- Verleihung des Titels Professor h.c. (30. April 1981)